# همیولا

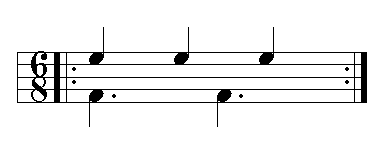
همیولا

هِمیولا (به انگلیسی: hemiola، به فرانسوی: hémiole) نوعی سنکپ است که در ریتم ترکیبی اتفاق می‌افتد. هنگامی که با استفاده از سنکپ و تغییر دادن تأکیدات ریتم ترکیبی تبدیل به ریتم ساده می‌شود، هِمیولا اتفاق افتاده‌است؛ مثلاً وقتی در ریتم ۶/۸، سه تا نُتِ سیاه داشته باشیم؛ در واقع، هنگامی که در ریتم ترکیبی به جای تقسیمات سه‌تایی در لحظه‌ای از موسیقی تقسیمات دوتایی اتفاق بیفتد.
هِمیولا در موسیقی ایرانی بسیار اتفاق می‌افتد.

## واژه‌شناسی
واژهٔ «هِمیولا» از صفت یونانیِ ἡμιόλιος (تلفظ: hemiolios) به‌معنای «دارای یک و نیم بخش یا جزء» (نسبتِ سه به دو) آمده‌است.